# 안토니오 페르안디스

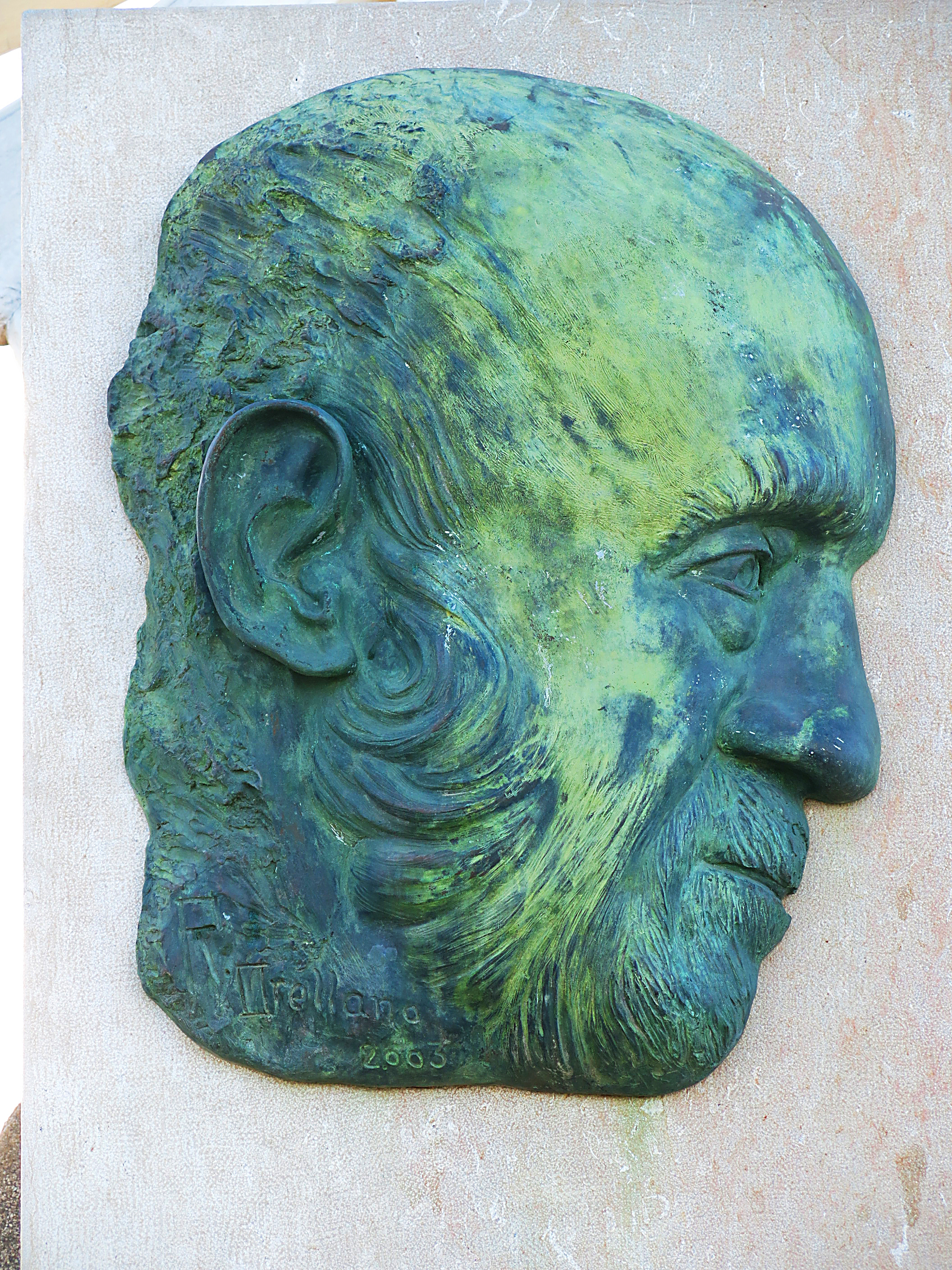

안토니오 페르안디스(Antonio Ferrandis, 1921년 2월 28일 ~ 2000년 10월 16일)는 스페인의 배우이다.
파테르나에서 태어났으며 발렌시아에서 사망하였다. 사인은 만성 폐쇄성 폐질환이다.

## 영화
- 죽음의 4중주 (1975년)
- 트리스타나 (1970년)
- 엘 버두고 (1963년)
- 집행자 (1963년)
- 마르셀리노 (1955년)